# Курка і паламар
«Курка і паламар» (чеськ. Slepice a kostelník) — чехословацький комедійний художній фільм 1951 року, створений режисером Олдржихом Липським спільно з Яном Стрейчиком. Кінокомедія з ідеологічним підтекстом.

## Сюжет
У селі Лузанки у Моравській Словаччині живуть «прогресивний» селянин Тонек Пукниця та його «відстала від життя» дружина Тереза. Тонек виступає за створення сільськогосподарського кооперативу (колгоспу), а Тереза проти цього. У селі також живе багатий і жадібний кулак Возниця, який ненавидить колгоспний рух. Він хоче чужими руками перешкодити створенню і успішній роботі кооперативу.
Члени кооперативу докладають зусилля для підвищення врожаю, зайняті встановленням нової системи поливу і підготовкою з оранці полів. Кулак Возниця переконує місцевого наївного і жадібного паламаря Кодитека допомогти йому саботувати зусилля селян.
Той починає поширювати листівки, залучаючи до цього сина Тонека Вінка. В кінці фільму все розкривається, Кодитек переконується в перевагах кооперативів, це визнає навіть Тереза. Село весело відзначає свято врожаю…

## У ролях
- Власта Буріан — Йозеф Кодитек, паламар
- Отомар Корбеларж — Тонек Пукниця, «прогресивний» селянин
- Іржина Штепничкова — Тереза, жінка Тонека Пукниці
- Володимир Репа — Возниця, селянин-кулак
- Едуард Мюрон — Вінк, син Тонека Пукниці
- Йозеф Бек — співробітник національної безпеки
- Іржина Біла
- Любомир Липський — Сарл, син Возниці
- Йозеф Томан — Рерабек
- Богумил Шварц — Ярош, син Рерабека
- Отто Чермак — Вацлав
- Франтішек Мирослав Доубрава — бригадир
- Еман Фіала — Спацил
- Дарія Гайська — Павлена
- Йозеф Глиномаз